# Mouritala Ola Ogounbiyi
Mouritala Ola Ogounbiyi, dit Mouri Ogounbiyi, est un footballeur béninois né le 10 octobre 1982 à Bohicon (Bénin), évoluant au poste de milieu offensif jouant généralement sur le côté droit.

## Biographie
Le 19 juin 2008, il s'engage à l'En Avant de Guingamp pour trois saisons.
En fin de contrat, il rallie le 20 juillet 2011 le Nîmes Olympique. Il termine meilleur passeur de National, en délivrant 20 passes décisives, il accède en fin de saison à la Ligue 2.

## Carrière
| Saison    | Club                     | Pays    | Division | Matchs | Buts | Passes |
| --------- | ------------------------ | ------- | -------- | ------ | ---- | ------ |
| 1998-2003 | AS Dragons FC de l'Ouémé | Bénin   |          |        |      |        |
| 2003-2005 | Enyimba FC               | Nigeria |          |        |      |        |
| 2005-2008 | Étoile sportive du Sahel | Tunisie |          |        |      |        |
| 2008-2009 | En Avant de Guingamp     | France  | Ligue 2  | 22     | 2    |        |
| 2009-2010 | En Avant de Guingamp     | France  | Ligue 2  | 32     | 5    |        |
| 2010-2011 | En Avant de Guingamp     | France  | National | 30     | 13   | 11     |
| 2011-2012 | Nîmes Olympique          | France  | National | 37     | 7    | 20     |
| 2012-2013 | Nîmes Olympique          | France  | Ligue 2  | 30     | 3    | 7      |

## Palmarès
- Vainqueur de la Ligue des Champions de la CAF en 2004 et en 2003 avec l'Enyimba FC et en 2007 avec l'Étoile du Sahel
- Vainqueur de la Coupe de la CAF en 2006 avec l'Étoile du Sahel
- Vainqueur du championnat de Tunisie en 2006 avec l'étoile du sahel
- Demi-finaliste de la Coupe du monde des clubs en 2007 avec l'Étoile du Sahel
- Vainqueur de la Supercoupe d'afrique en 2004 avec l'Enyimba FC et en 2007 avec l'Étoile du Sahel
- Vainqueur de la Coupe de France en 2009 avec Guingamp
- Vainqueur du Championnat de France de National en 2012